# نادي البجادية
نادي البجادية هو نادٍ رياضيّ، ثقافي، اجتماعي أُسس عام 1436 هـ على يد عبد الرحمن بن عبد الله بن داخل، وهو أحد أندية الدرجة الرابعة مقرّه في مدينة البجادية التي تقع في منطقة الرياض.

## قائمة رؤساء نادي البجادية
| الاسم             | من   | إلى  |
| ----------------- | ---- | ---- |
| عبدالرحمن بن داخل | 2014 | 2018 |
| زايد النخيش       | 2018 | 2022 |
| نايف هلال         | 2022 | الان |

## البداية والتأسيس
الوجيه عبد الرحمن بن عبد الله بن داخل هو من وضع اللبنة الأولى لتأسيس نادي البجادية الرياضي في عام 1394 - 1395 هـ عندما كان يدرس بمعهد المعلمين بمحافظة الدوادمي حيث قام بالبدء والتحضير وتوفير المتطلبات الرياضية للشباب من مكافأته الشهرية التي كانت تصرف له من المعهد وقدارها 200 ريال وعندها قام أولًا بتوفير الأدوات الرياضية للشباب ومن ثم قام بتنظيم وترتيب أول ملعب تقام عليه التدريبات ومن ثم دعاء الشباب بالحضور إلى الملعب لأداء التدريبات الرياضية وازداد عدد الشباب مع مرور الوقت وأقيمت المباريات الودية حتى صار هناك صدى للنادي لدى الكثير من الناس.
أجتمع الأستاذ عبد الرحمن بن داخل مع بعض الأصدقاء وتم تشكيل مجلس إدارة تأسيسي مكون من ثمانية أعضاء برئاسته وكان هذا أول إجراء رسمي يتم فيه تشكيل مجلس إدارة تأسيسي ويخاطب فيه مكتب الرئاسة العامة للرياضة بشقراء عام 1397 هـ من أجل طلب ترخيص النادي.
وخلال فترة قصيرة من تشكيل مجلس الإدارة التاسيس وصلت لجنة من مكتب الرياضة بشقراء كتبوا تقريرًا عن الأندية التابعة للمكتب وبناء على ذلك تم ترخيص نادي وشيقر الرياضي لان منطقة الوشم يرخص منها نادي واحد فقط وبذلك لَم يحالف نادي البجادية الحظ ولكن إدارة النادي لم تيأس وقاموا بمواصلة المشوار ومتابعة طلبهم مره أخرى رغم ان عدد الأندية المتقدمة كان كبير جدًا.
كان التركيز منصب على اوراق النادي الموجودة لدى الهيئة العامة للرياضة لان هذا الموقع ليس مطمئن لوجود النادي في مكان غير أمن مع ما يقارب من مئة نادي رياضي وقد قام عبد الرحمن بن داخل بأخذ عدد من التوصيات كان ابرزها توصية من الملك سلمان بن عبد العزيز عندما كان أميرًا للعاصمة الرياض فكانت هناك متابعه قوية لدى المسؤلين جاء على اثر ذلك استفسارات ولجان من المكتب ومن الهيئة العامة للرياضة استمرت هذه الفترة سنينًا طويله بذل فيها عبد الرحمن بن داخل جهدًا كبيرًا مضاعفًا حتى كانت متابعته شبه أسبوعية أرسل على اثر ذلك الرئيس العام لرعاية الشباب الأمير فيصل بن فهد عام 1416 هـ لجنة لبعض الأندية الرياضية وذلك لرفع التقارير عن الأندية وإداراتها وبفضل من الله ومن ثم المتابعة المستمرة صدر عام 1418 هـ موافقة الرئيس العام لرعاية الشباب الأمير فيصل بن فهد برفع ثلاثة عشر ناديًا رياضيًا من ضمنهم نادي البجادية الرياضي إلى مجلس الوزراء في عهد الملك فهد بن عبد العزيز ومن بداية هذا التاريخ يعتبر نادي البجادية قد شاهد النور وقد خرج من النفق المظلم الذي كان فيه سابقًا مع عدد كبير من الأندية وقد انتقل إلى مرحلة أخرى بعد ان رفعت اوراقه إلى مجلس الوزراء واستمرت السنوات حتى عام 1427 هـ عندما وصل خطاب من وزارة الداخلية في عهد الملك عبد الله بن عبد العزيز يفيد بإضافة اربع أندية وتم رفع سبعة عشر ناديًا إلى مجلس الوزراء للمره الثانية فكل الخطابات المرفوعة للمقام السامي وإلى مجلس الوزراء أعطت النادي قوة ودعمًا كبيرًا.
قضى ابن داخل مدة أربعون عاماً من العمل والمطالبة بترخيص وتأسيس النادي وكان يأتي زملاء معه في الإدارة ويغادر زملاء أخرون وهو باقي لم ييأس حتى تحقق الحلم الكبير بموافقة المقام السامي وتوقيع الملك سلمان بن عبد العزيز على ترخيص الأندية الـ 17 في عهد الملك عبد الله بن عبد العزيز بتاريخ
3 / 1 / 1436 هـ وبذلك أصبح نادي البجادية الرياضي ضمن الأندية الرسمية في المملكة العربية السعودية وإضافة كبيرة لأهالي وشباب هذه المدينة.